# ناویا (رود)
ناویا رودی است که به خلیج بیسکای می‌ریزد. این رود از کشور اسپانیا می‌گذرد.